# Bulbamphiascus angustifolius
Bulbamphiascus angustifolius är en kräftdjursart som beskrevs av Walter Klie 1950. Enligt Catalogue of Life ingår Bulbamphiascus angustifolius i släktet Bulbamphiascus och familjen Diosaccidae, men enligt Dyntaxa är tillhörigheten istället släktet Bulbamphiascus och familjen Miraciidae. Arten har ej påträffats i Sverige. Inga underarter finns listade i Catalogue of Life.